# 圣布里希达
圣布里希达（西班牙語：Santa Brígida），是西班牙加那利群岛拉斯帕尔马斯省的一个市镇，位于大加那利岛的东北部。总面积24平方公里，总人口18314人（2018年），人口密度770人/平方公里。

## 友好城市
- 法國 罗什莱博普雷